# Patagoniaella vervoorti
Patagoniaella vervoorti is een eenoogkreeftjessoort uit de familie van de Ancorabolidae. De wetenschappelijke naam van de soort is voor het eerst geldig gepubliceerd in 1968 door Pallares.